# Karrin Allyson
Pour les articles homonymes, voir Allyson.
Karrin Allyson (née le 27 juillet 1963 à Great Bend au Kansas) est une chanteuse de jazz américaine originaire de Great Bend, dans le Kansas (États-Unis), signée sur le label Concord Records et qui a été notamment nommée aux Grammy Awards.

## Discographie
- 1992 I Didn't Know About You
- 1993 Sweet Home Cookin'
- 1994 Azure-Té
- 1996 Collage
- 1997 Daydream
- 1999 From Paris To Rio
- 2001 Ballads, Remembering John Coltrane
- 2002 In Blue
- 2004 Wild For You
- 2006 Footprints
- 2008 Imagina: Songs of Brasil
- 2011 Round Midnight
- 2015 Many a New Day: Karrin Allyson Sings Rodgers & Hammerstein
- 2018 Some of that Sunshine